# Andreas Fortner

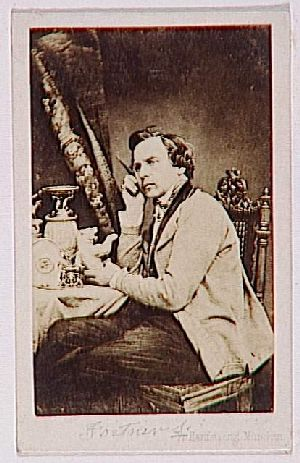
Andreas Fortner

Andreas Josef Fortner (* 16. Juni 1809 in Prag; † 14. März 1862 in München; eigentlich Ondřej Fortner) war ein böhmischer Silberschmied, Maler, Lithograf und Ziseleur.

## Leben
Fortner wurde als Sohn des Silberschmieds Joseph Fortner geboren. Er ging ab 1821 zunächst bei seinem Vater in die Lehre und legte 1827 seine Gesellenprüfung ab. Nebenher ließ er sich von 1823 bis 1832 an der Prager Akademie der bildenden Künste bei František Tkadlík zum Zeichner ausbilden. Fortner war in dieser Zeit bereits als Lithograf und Historienmaler tätig und wurde mehrfach für seine Arbeiten ausgezeichnet: von 1828 bis 1832 gewann er jeweils den jährlichen Preis der Prager Akademie, 1832 wurde er für ein Bozzetto der Venus von Medici ausgezeichnet. Im gleichen Jahr legte er seine Meisterprüfung ab.
Im Sommer 1840 ging er nach München und war dort anfänglich weiter als Historienmaler tätig. Studienreisen führten ihn 1850 nach Frankreich und nach England.
Später folgte er dem Beruf seines Vaters und widmete sich verstärkt Silberarbeiten und der Herstellung von Schmuck. Fortner trug maßgeblich zur Wiederbelebung des Münchener Kunstgewerbes bei. Zu seinen bekanntesten Arbeiten zählt ein Tafelaufsatz aus Silber, den er nach Entwürfen von Eugen Neureuther für die Hochzeit des bayerischen Kronprinzen Maximilian anfertigte. Für den bayerischen und böhmischen Adel führte er zahlreiche weitere Aufträge aus, wie einen Ehrensäbel für Prinz Karl Theodor (1860) oder ein Wasserbecken für Graf Friedrich Waldbott von Bassenheim.
Andreas Fortner starb 1862 im Alter von 52 Jahren.

## Grabstätte

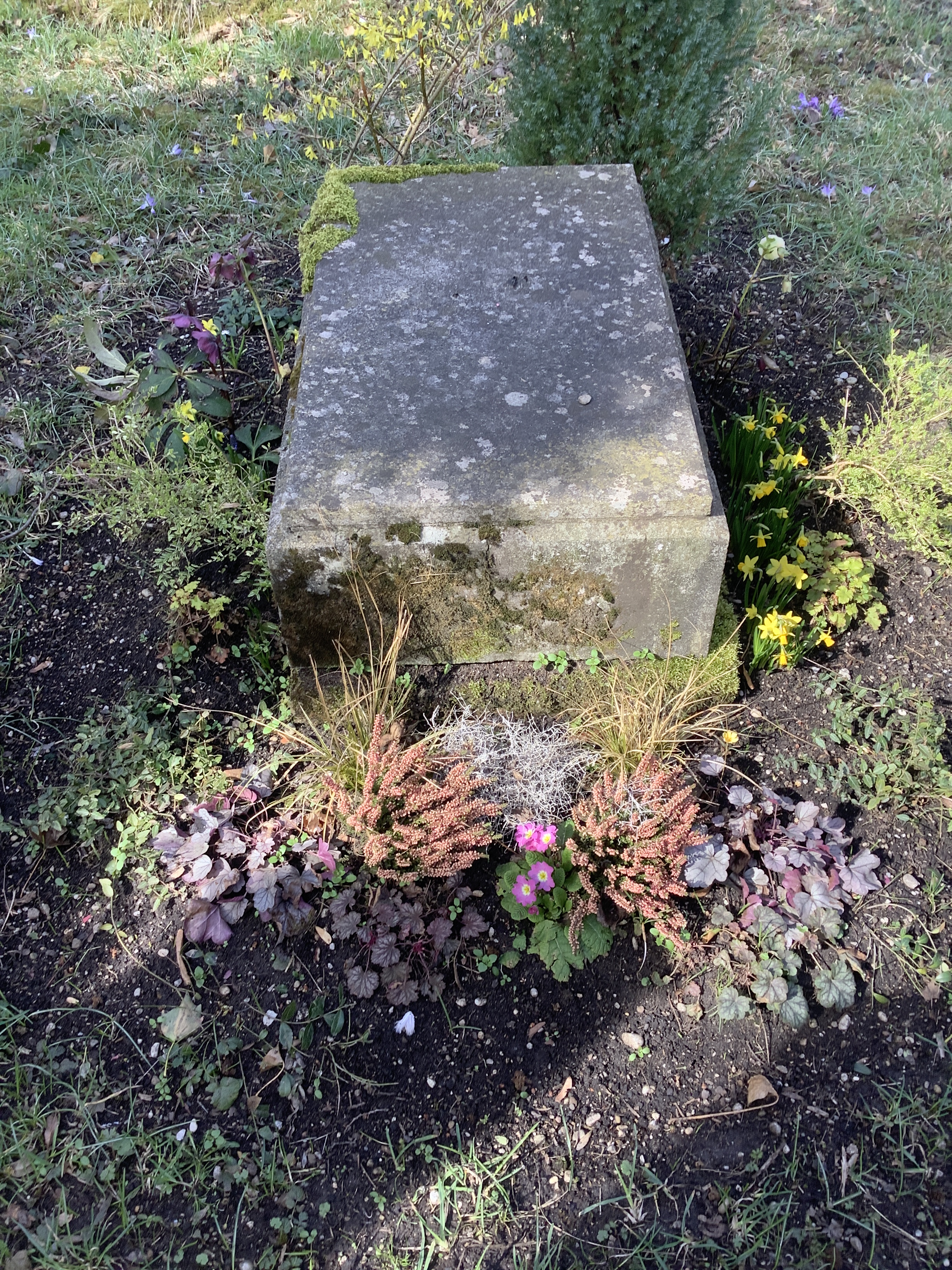
Grab von Andreas Fortner auf dem Alten Südlichen Friedhof in München

Die Grabstätte von Andreas Fortner befindet sich auf dem Alten Südlichen Friedhof in München (Gräberfeld 29 – Reihe 2 – Platz 5) Standort.

## Namensgeber für Straße
Nach Andreas Fortner wurde 1963 (Erstnennung) in München im Stadtteil Lerchenau-Ost (Stadtbezirk 24 – Feldmoching-Hasenbergl) die Fortnerstraße⊙ benannt.